# Doll’s Houses

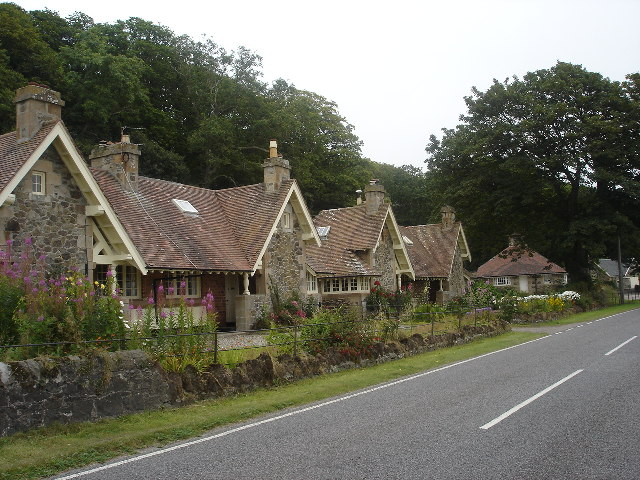
Doll’s Houses

Als Doll’s Houses (deutsch: Puppenhäuser) werden zwei benachbarte Doppelhäuser nahe der schottischen Ortschaft Tayinloan auf der Halbinsel Kintyre bezeichnet. Sie befinden sich auf den Ländereien des südlich gelegenen, denkmalgeschützten Killean House und liegen unmittelbar an der Fernstraße A83, welche die Kintyre an den Central Belt anschließt. Die Gebäude wurden um das Jahr 1895 fertiggestellt. Als Architekt war John James Burnet für die Planung verantwortlich. 1992 wurden die Doll’s Houses in die schottischen Denkmallisten in der höchsten Kategorie A aufgenommen. In den Häusern sind heute Ferienwohnungen eingerichtet.

## Beschreibung
Die beiden baugleichen Häuser bestehen jeweils aus spiegelsymmetrischen Doppelhaushälften. Die Häuser besitzen einen U-förmigen Grundriss, mit kurzen, zur Frontseite hin vortretenden Flügeln. Diese sind aus groben Bruchsteinen gebaut und die Gebäudekanten mit quaderförmigen Ecksteinen aus Sandstein abgesetzt. In deren Obergeschoss befindet sich ein kleines Sprossenfenster. Sie schließen mit Satteldächern ab, die neben den Eingangsbereichen in Walmdächern auslaufen. Der Hauptflügel ist aus Backstein gebaut.